# Sérgio Manuel Costa Carneiro
Sérgio Manuel Costa Carneiro, meglio noto come Serginho (Trofa, 21 febbraio 1991), è un ex calciatore portoghese, di ruolo attaccante.

## Caratteristiche tecniche
È una mezzapunta.

## Carriera

### Nazionale
Nel 2011 con la nazionale Under-20 portoghese ha disputato il campionato mondiale di categoria, concluso al secondo posto.